# Aliya
Aliya sau Aliá (în ebraică עליה - aliyah, "ascensiune") este denumirea emigrării evreilor din Diaspora în Țara lui Israel (Eretz Israel în ebraică). Ea este cunoscută și sub numele de Shivat Tzion (Întoarcerea în Sion) sau Readunarea din exiluri (Kibutz galuyot) și are ca prototip istoric întoarcerea evreilor din exilul babilonean în a doua jumătate a [[secolul al VI-lea secolului al VI-lea î.e.n. De asemenea, emigrarea în Tara Israelului este definită ca "actul de a urca"— adică de a merge la deal spre Ierusalim. "A face Aliyá", prin mutarea în Țara lui Israel, considerată vatra iudaismului antic și a poporului evreu, este unul dintre principiile de bază ale sionismului. Acțiunea opusă, emigrarea din Israel, este menționată în prezent în ebraică ca yeridá ("coborâre"). Legea privind reîntoarcerea a Statului Israel dă evreilor și urmașilor lor drepturi automate cu privire la rezidența și cetățenia israeliană.
Pentru o mare parte din istoria evreilor, cei mai mulți evrei au trăit în diaspora unde noțiunea de aliyá s-a dezvoltat ca o aspirație națională a poporului evreu, deși nu a fost împlinită ca mișcare de masă până la dezvoltarea mișcării sioniste din secolul al XIX-lea. Pe scară largă, imigrația modernă a evreilor în Palestina a început în 1882. De la înființarea Statului Israel în 1948, mai mult de 3 milioane de evrei s-au mutat în Israel. Începând din 2014, Israel și teritoriile adiacente conțin 42.9% din populația evreiască mondială.

## Prezentare istorică
De-a lungul a 2.000 de ani de dispersie, întoarcerea, la scară redusă, a evreilor în Țara lui Israel s-a numit aliaua premodernă. Valurile succesive de înființări de așezări evreiești sunt un aspect important din istoria evreilor. 'Țara lui Israel' (Eretz Yisrael) este în limbile ebraică (Eretz Israel) și aramaică (Ar'a d'Israel) și în general, pentru evrei, numele regiunii cunoscute în Europa sub numele de Țara Sfântă sau Terra Sancta, sub numele istoric greco-latin Palestina, în vechime Canaan și un timp, din ebraică - Iudeea. Numele poporului Israel sau Fiii lui Israel, și toponimul tradițional ebraic Țara lui Israel, la rândul lor, au dat numele Statului Israel actual. Odată cu nașterea sionismului în secolul 19, sprijinitorii „alialei” au luptat să faciliteze „repatrierea” în masă, de bunăvoie sau de nevoie, în caz de răstriște, refugiul evreilor în Palestina Otomană, în Palestina sub mandat britanic și în Statul Israel suveran.
Următoarele valuri de migrație au fost denumite: Prima și a Doua Aliyá - în Palestina Otomană; a Treia, a Patra și a Cincea Aliyá în Palestina sub mandat britanic, Aliyá Bet (ilegală în ochii autorităților britanice din Palestina) între 1934 și 1948, și Aliaua Brihá a supraviețuitorilor Holocaustului; Aliaua din Orientul Mijlociu,Africa de Nord și India, Aliya din vest și din țările comuniste, inclusiv cea de pe urma Războiului de Șase Zile și a crizei politice poloneze din 1968, precum și Aliyá din statele post-Sovietice în 1990, aliya  evreilor Beta Israel din Etiopia. Astăzi, cele mai multe „aliale” personale sau colective constau în migrația voluntară în scopuri ideologice, economice sau de reîntregire a familiei.

## Etimologie
Aliyah în ebraică înseamnă "ascensiune" sau "a urca". Tradiția evreiască vede în drumul spre  Țara lui Israel o ascensiune, atât din punct de vedere geografic cât și din punct de vedere metafizic. Oricine a călătorit în Eretz Israel venind din Egipt, din Babilonia sau din Bazinul Mediteranean, unde evreii au trăit începuturile iudaismului rabinic, a urcat la o altitudine mai mare. Vizitarea Ierusalimului, situat la circa 700 metri deasupra nivelului mării, implica, de asemenea, o "ascensiune".

## Aliyá sionistă (1882)

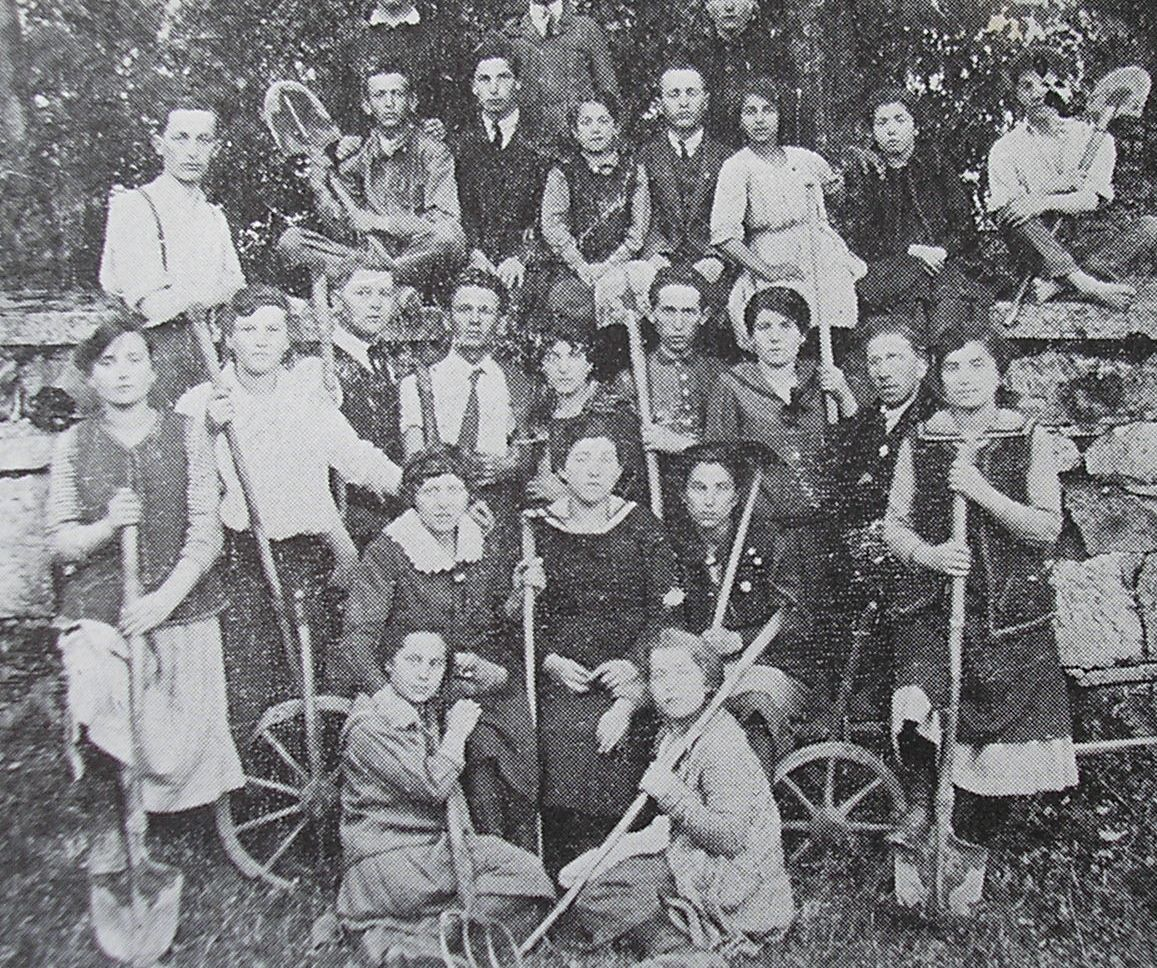
Membrii unei tabere de instrucție agricolă - hakhshará - din anii 1920. Unul din cei fotografiați este viitorul primar al Haifei, Abba Hushi.
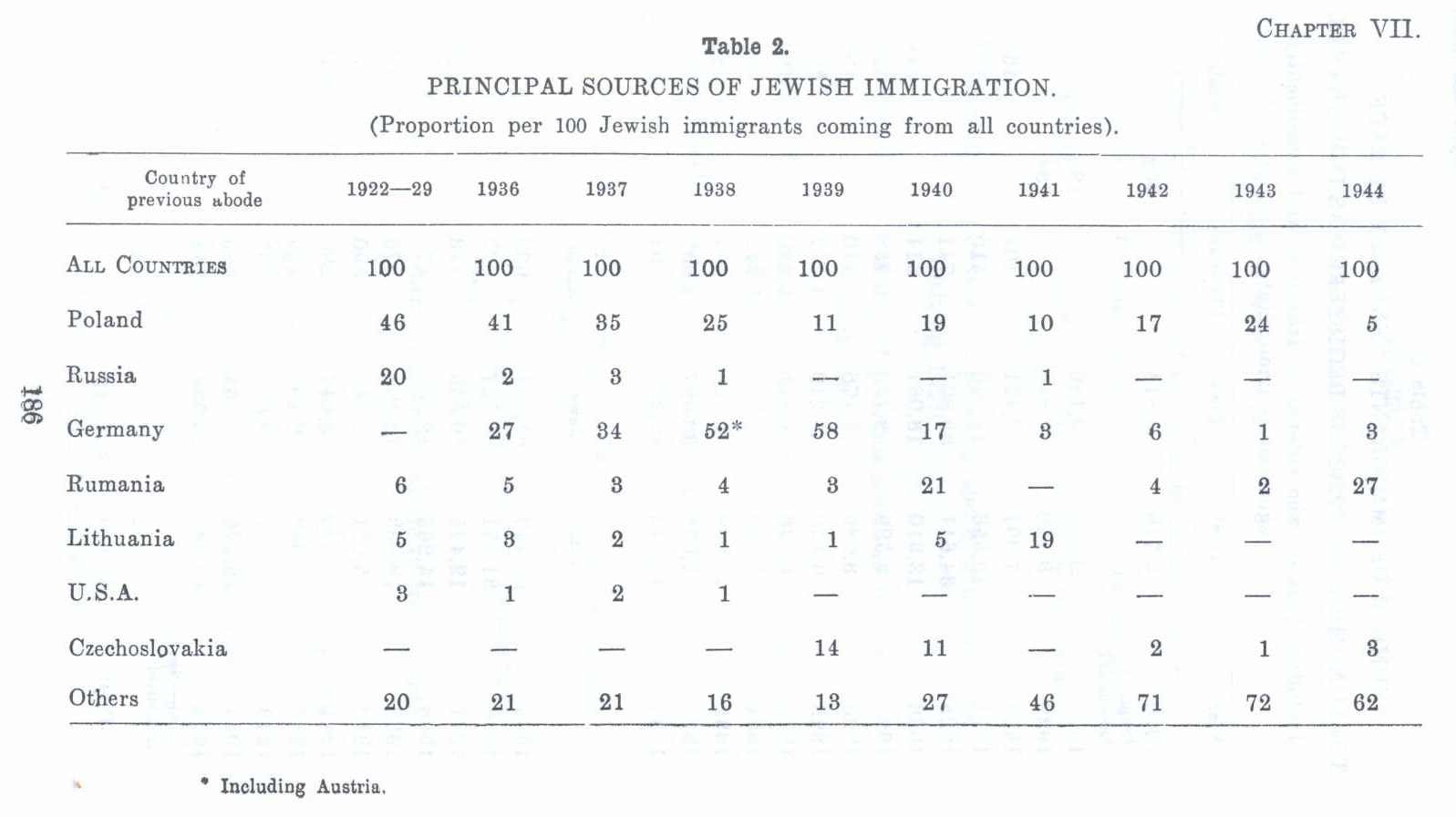
Date asupra procentului de imigranți evrei în Palestina după țările de origine, între anii 1922 și 1944.
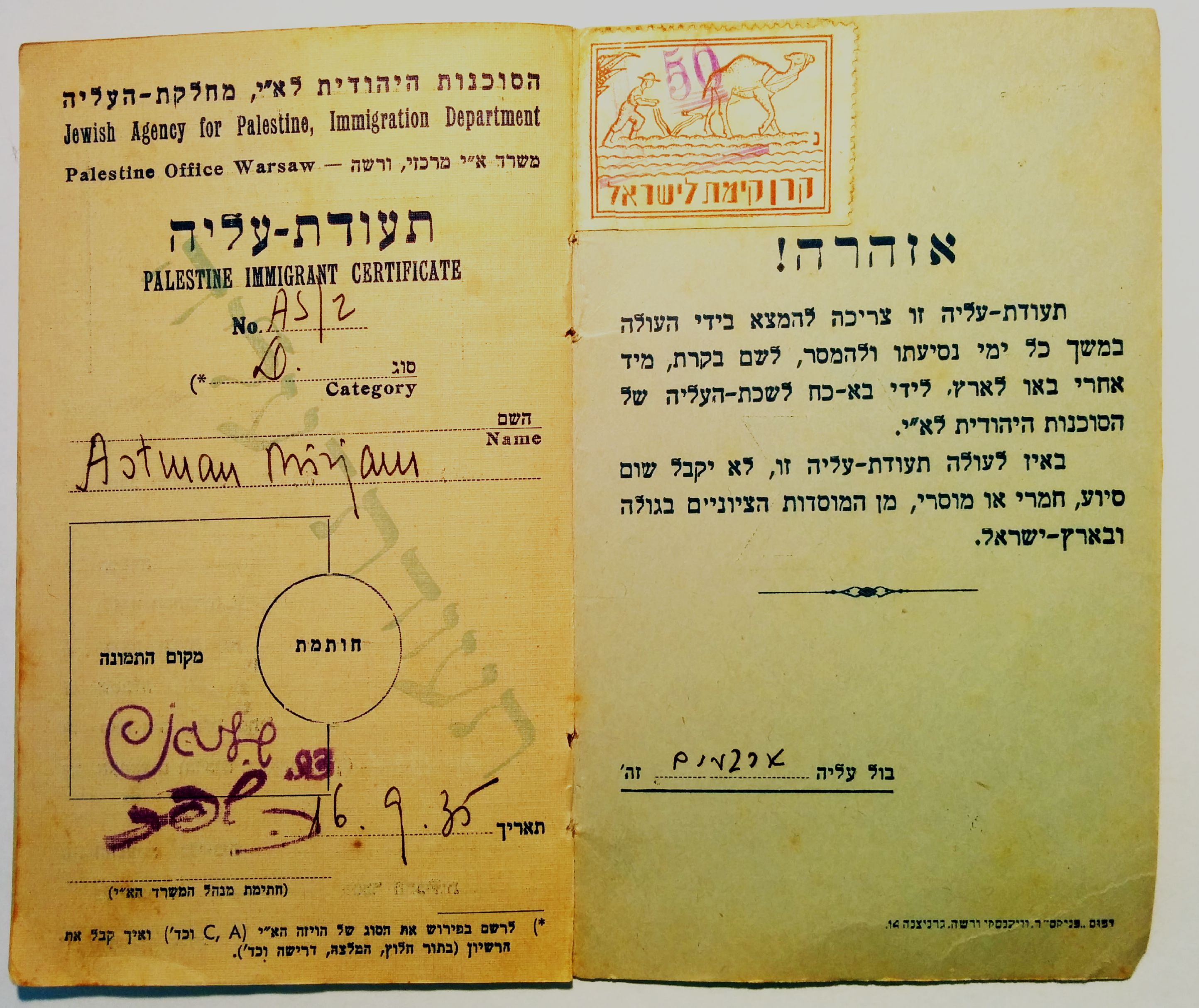
Certificat de emigrare eliberat de Agenția Evreiască în Varșovia, Polonia, pentru plecarea în Palestina mandatară, septembrie 1935.
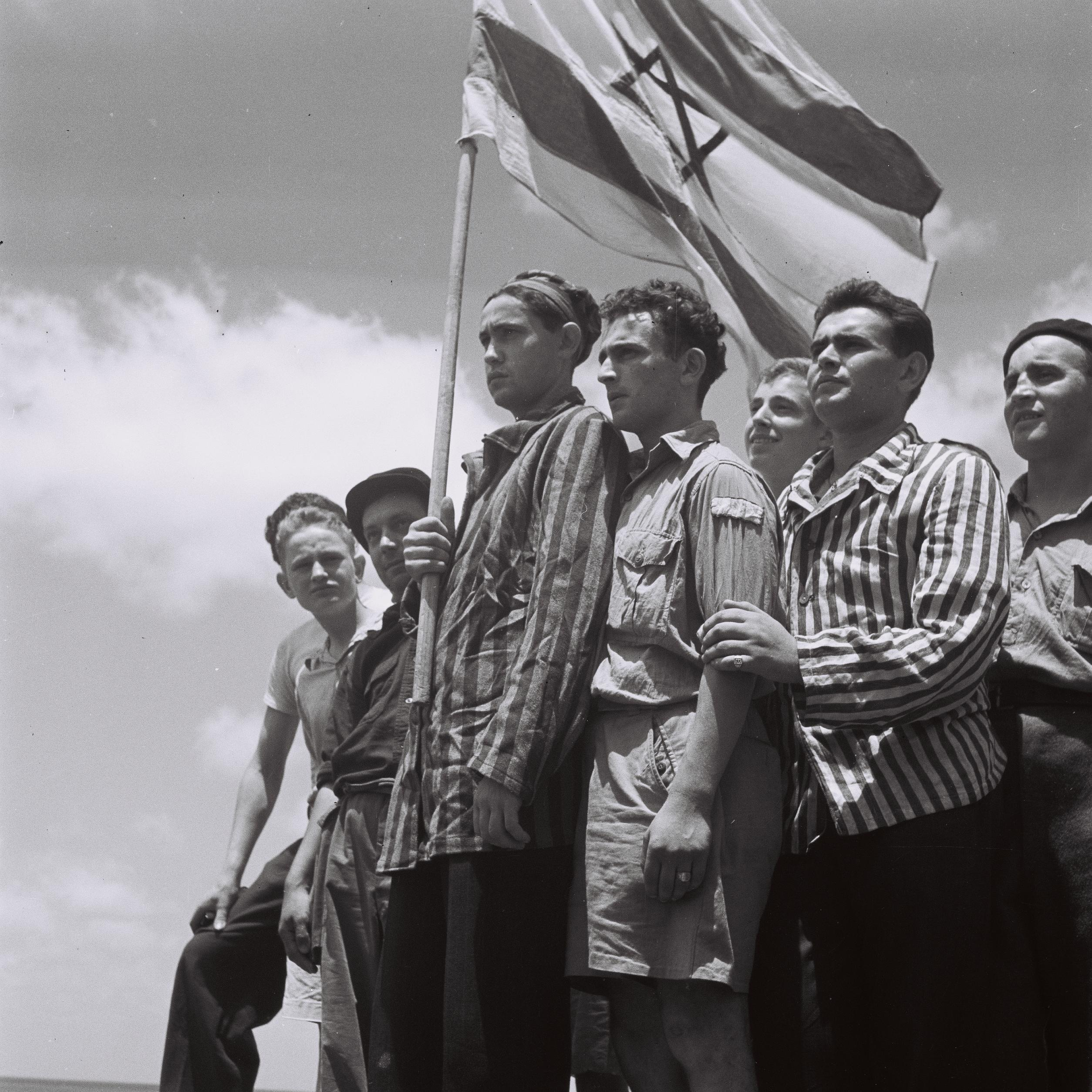
Supraviețuitori din lagărul de concentrare Buchenwald ajungînd în cadrul "imigrației ilegale" la Haifa, unde sunt arestați de britanici la 15 iulie 1945.
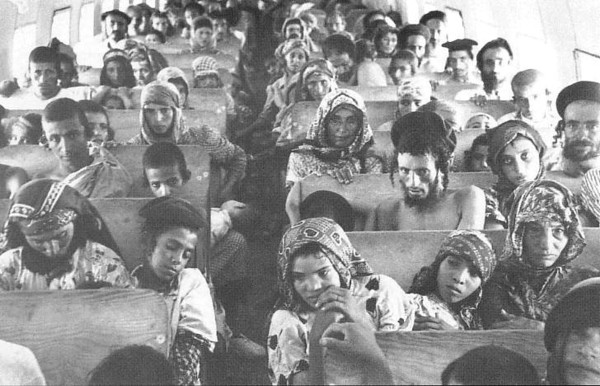
Evrei din Yemen în drumul spre Israel
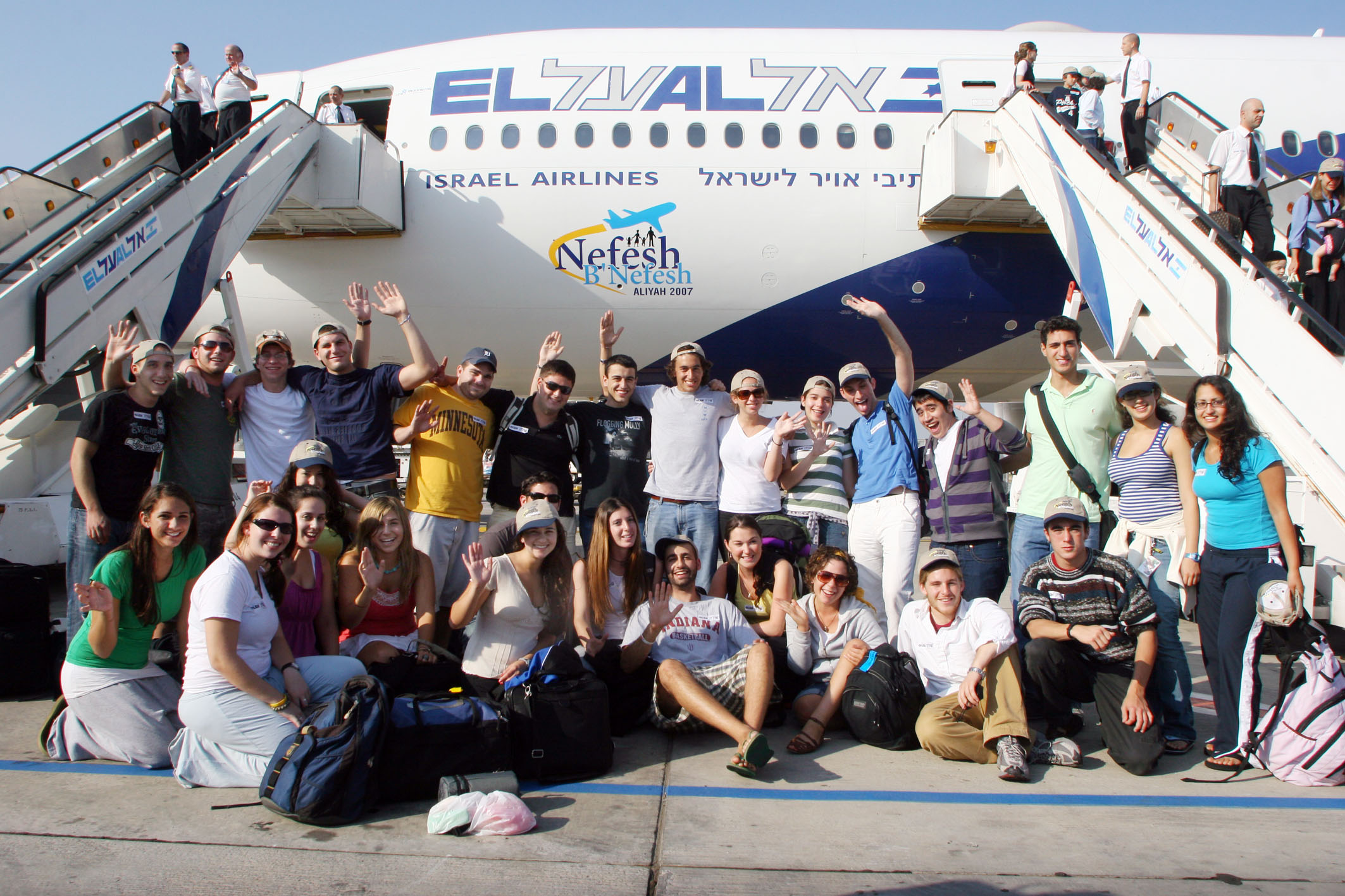
Noi imigranți pe aeroportul Ben Gurion din Israel în anul 2007

## Legături externe
- Imigrația în Israel , la Jewish Virtual Library
- Face Aliyah la Israel Portalului Guvernamental
- Pagina de start de la Ministerul de Imigranți Absorbție
- Site-ul oficial al Nefesh B'Nefesh, organizația pentru Aliyah din America de Nord și marea BRITANIE
- Aliyah în Israel în Israel Știință și Tehnologie Pagina de start
- Aliya pe Curlie
- Agenția Evreiască